# Grünental (Wuppertal)
Grünental ist ein Ortsteil im Wuppertaler Wohnquartier Herbringhausen im Stadtbezirk Langerfeld-Beyenburg.

## Geografie
Grünental liegt am Rande der Garschager Heide an der Landesstraße 411 auf 321 m ü. NHN auf dem Höhenzug zwischen den Tälern des Herbringhauser Bachs und der Wupper. In dem Straßendorf zweigt die Landesstraße 81 in Richtung Radevormwald von der Landesstraße 411 ab. An der Straßenkreuzung befindet sich ein Ehrenmal für die Gefallenen der Bezirke Walbrecken und Frielinghausen.
Östlich liegt der Weiler In der Hardt, südlich der Wohnplatz Hinter der Cluse, westlich die Hofschaft In der Heye und nördlich der Wohnplatz Spieckerlinde.

## Geschichte
1815/16 lebten 20 Einwohner im Ort. 1832 war Grünental weiterhin Teil der Honschaft Walbrecken, die der Bürgermeisterei Lüttringhausen angehörte. Der laut der Statistik und Topographie des Regierungsbezirks Düsseldorf als Ackergut bezeichnete Ort wurde Grünenthal genannt und besaß zu dieser Zeit drei Wohnhäuser und ein landwirtschaftliches Gebäude. Zu dieser Zeit lebten 20 Einwohner im Ort, zwei katholischen und 18 evangelischen Glaubens. Im Gemeindelexikon für die Provinz Rheinland von 1888 werden drei Wohnhäuser mit 34 Einwohnern angegeben.